# Чишмікьойський яр
Чишмікьойський яр (рум. Râpa Cișmichioi) — пам'ятка природи геологічного або палеонтологічного типу в Гагаузії, Республіка Молдова. Розташований у східній частині села Чишмікьой. Має площу 3 га Об’єктом керує мерія села Чишмікьой. 

## Історичні відомості
Перший опис геолого-палеонтологічної стоянки в ущелині Чишмікьой зроблено російським геологом Н. А. Константиновою. Більш детальні дослідження проведені К. І. Шушпановим у 1970–1974 роках. Він видобув і систематизував повну колекцію скелетних ремінісценцій хребетних тварин, головним чином мікроссавців.

## Опис
«Яр Чишмікьой» — це назва, дана фрагменту яру праворуч від дороги, що з’єднує села Чишмікьой та Етулія.  Відкладення в ущелині Чишмікьой можна віднести до восьмої тераси Пруту, утвореної в нижньому плейстоцені.

### Стратиграфія родовища
Загальна стратиграфія показує наявність двох пакетів алювію, розділених шаром глини, заплавної фації. Поклади мають у верхній частині шар дрібної та середньої зернистості, а в основі більш грубі суміші, аж до гравію.
Стратиграфія відкладів виглядає наступним чином (порядок у таблиці відповідає нашаруванню від поверхні вниз): 
| Немає. | Стратиграфічний розріз                                                                 | Товщина (м) |
| ------ | -------------------------------------------------------------------------------------- | ----------- |
| 1      | чорнозем на основі бурих ґрунтів з вапняковими наростами                               | 3           |
| 2      | глина, змішана з каштановою землею                                                     | 5           |
| 3      | глина з вапняковими конкреціями та смугою каштанового ґрунту                           | 7           |
| 4      | темно-червоний ґрунт з вапняково-глинистими наростами                                  | 8           |
| 5      | річковий пісок із скам’янілостями тварин і підстилаючими відкладеннями гравію та глини | 6           |
| 6      | річковий пісок із залишками скелетів тварин і відкладеннями гравію в основі            | 4           |
| 7      | річковий пісок                                                                         | 3           |

### Палеонтологічне значення
Остеологічний матеріал, вилучений з місця, складається з понад 11 тисяч скелетних останків і свідчить про існування на території понад 50 видів наземних хребетних — рептилій, птахів і ссавців.
Фауністичний комплекс відноситься до ранньої стадії пізньотаманського фауністичного комплексу  і названий за місцем відкриття: Фауністичний комплекс Чішмікьой.
Більшість кісток (приблизно 20 видів і 6 таксонів, визначених на рівні роду) належать до мікроссавців, включаючи Spermophilas nogaici, Allactaga cf.ucrainica, Spalax minor, Prolagurus (Lagurodon) arankae, Promimomys moldavicus, Mimomys reidi, Allophaiomys pliocaenicus тощо. Серед 11 видів плазунів є Emys antiquae, Coronella austriaca, Natrix longivertebrata, Vipera cf. ammodytes тощо. Великі ссавці представлені слоном Archidiskodon cf.tamanensis, конем Equus (Allohippus) aff. sussenbornensis, носоріг Stephanorhinus etruscus, благородний олень Praemegacerus sp., гігантський олень (лось) Cervalces (Libralces) galicus і бізон Bison (Eobison) cf.tamanensis. Тут було виявлено кілька нових видів птахів, таких як Gallus moldaviensis і Anas ganii. 

## Охоронний статус
Постановою Ради Міністрів Молдавської РСР від 8 січня 1975 р. № 5 об'єкт було взято під охорону держави. Охоронний статус підтверджено Законом № 1538 від 25 лютого 1998 р. про фонд заповідних територій. з боку держави. Землевласником пам'ятки природи на момент публікації закону 1998 року було виробниче об'єднання «Нерудпром», але тим часом воно перейшло на баланс мерії села Чишмікьой.
Відслонення в яру Чишмікьой є еталонним стратотипом VIII тераси (класифікація не є остаточною) нижнього Пруту, а також таманських алювіальних відкладів у Молдові. Завдяки різноманітності фауни хребетних і відкриттю тут деяких нових видів, Чишмікьойський яр виділяється в окремий фауністичний комплекс.
Станом на 2016 рік заповідна територія не має інформаційного щита, її межі та поверхня не визначені. На заповідній території повідомлялося про незаконні дії, такі як випас тварин і видобуток будівельних матеріалів. Фахівці рекомендують перейменувати стоянку з «Яр Чишмікьой» на « Геолого-палеонтологічне відслонення Чишмікьой».